# Fond du Lac (Wisconsin)
Fond du Lac – miasto (city), ośrodek administracyjny hrabstwa Fond du Lac, we wschodniej części stanu Wisconsin, w Stanach Zjednoczonych, położone nad rzeką Fond du Lac, na południowym brzegu jeziora Winnebago. W 2013 roku miasto liczyło 42 970 mieszkańców. 
Obszar ten zamieszkany był początkowo przez indiańskie plemię Winebagów. W 1785 roku Francuzi założyli tutaj placówkę handlową, którą nazwali Fond du Lac (z fr. „spód jeziora”). W 1833 roku rozplanowana została miejscowość, formalnie założona w 1847 roku. W 1852 roku Fond du Lac uzyskało prawa miejskie.
Początkowo lokalna gospodarka opierała się na przemyśle drzewnym i uprawie zbóź. Obecnie istotną rolę odgrywa hodowla bydła oraz przemysł maszynowy i środków transportu.
W Fond du Lac swoją siedzibę mają uczelnie Marian University oraz University of Wisconsin–Fond du Lac.